# Rollesbroich
Rollesbroich è una frazione del comune tedesco di Simmerath, nella Renania Settentrionale-Vestfalia. Conta circa 1 000 abitanti.